# 12 december
12 december is de 346ste dag van het jaar (347ste dag in een schrikkeljaar) in de gregoriaanse kalender. Hierna volgen nog 19 dagen tot het einde van het jaar.

## Gebeurtenissen
- Algemeen
  - 1866 - Een ondergrondse mijnexplosie in Barnsley, Engeland zorgt voor veel doden.[1]
  - 1917 - Het algemeen kiesrecht voor mannen wordt in Nederland ingevoerd.
  - 1961 - Twee Fairchild C-119G Flying Boxcar transportvliegtuigen van de Belgische luchtmacht botsen in volle vlucht op elkaar ter hoogte van Montignies-Lez-Lens bij Chièvres, 13 doden.[2]
  - 1985 - Een Douglas DC-8 van Arrow Air stort neer na het opstijgen in Gander op Newfoundland, waarbij 256 personen omkomen, onder wie 248 leden van de 101st Airborne Division van de Verenigde Staten.[3] (Lees verder)
  - 1987 - In Berlijn, Kreuzberg 36 komt het tot heftige rellen tussen krakers en politie naar aanleiding van sanering van de wijk.[1]
  - 1992 - Een aardbeving, gevolgd door een vloedgolf, maakt het stadje Maumere aan de noordoostkust van het Indonesische eiland Flores voor de helft met de grond gelijk en richt in het oostelijke deel van het eiland zware schade aan.
  - 1999 - De Maltese tanker Erika vergaat voor de kust van Bretagne. Doordat het schip doormidden breekt komen duizenden liters stookolie in zee terecht en veroorzaken zo een milieuramp.
  - 2007 - Een Apache-helikopter van de Koninklijke Luchtmacht raakt tijdens een trainingsvlucht hoogspanningskabels waardoor zo'n 50.000 huishoudens in de Gelderse Bommelerwaard en Tielerwaard ruim 2 dagen zonder stroom komen te zitten.
- Criminaliteit en veiligheid
  - 2010 - De Amsterdamse burgemeester Eberhard van der Laan maakt bekend dat op kinderdagverblijven Het Hofnarretje en Jenno's Knuffelparadijs vele kinderen het slachtoffer zijn geworden van seksueel misbruik.
  - 2011 - Franse aanklagers willen dat de beruchte Venezolaanse terrorist Carlos de Jakhals levenslang krijgt, met een minimum van achttien jaar voor hij in aanmerking zou kunnen komen voor vervroegde vrijlating.
  - 2013 - De Roemeense politie rolt een drugsbende op die vanuit Nederland werd aangestuurd. Justitie meldt een "megavondst" van 11 ton chemische drugs met een straatwaarde van 63 miljoen euro.
- Infrastructuur
  - 1936 - De Moerdijkbrug over het Hollandsch Diep wordt geopend.[1]
- Kunst en cultuur
  - 1913 - De Mona Lisa wordt teruggevonden in Florence, twee jaar nadat het doek uit het Louvre was gestolen.[1]
  - 1970 - De eerste strip van Jan, Jans en de kinderen verschijnt in de Libelle.[1]
  - 1992 - De Nederlandse speelfilm De Noorderlingen, geregisseerd door Alex van Warmerdam en geproduceerd door Laurens Geels en Dick Maas, ontvangt in Babelsberg (Potsdam) in drie categorieën een Europese Filmprijs, de Felix.
- Media
  - 1944 - Uitgeverij De Bezige Bij wordt opgericht.[1]
- Muziek
  - 2003 - Mick Jagger tot ridder geslagen door Prins Charles.[4]
- Oorlog
  - 627 - Slag bij Ninive: Keizer Herakleios valt met een Byzantijns expeditieleger Mesopotamië binnen en verslaat de Perzen bij de ruïnestad Ninive (huidige Irak).[1]
  - 1677 - Commandeur Jacob Binckes sneuvelt bij de Tweede Slag bij Tobago tegen een Franse aanval, nadat hij eerder tegen hen bij de Eerste Slag bij Tobago op 3 maart een strategische overwinning heeft behaald.
- Politiek
  - 884 - Koning Karloman II overlijdt tijdens de jacht. Hij wordt opgevolgd door zijn neef Karel de Dikke op vraag van de West-Frankische edelen. Zo wordt het Frankische Rijk (voor de laatste keer) 'herenigd'.
  - 1787 - Pennsylvania ratificeert als tweede staat de grondwet van de Verenigde Staten van Amerika.[5]
  - 1837 - De Göttinger Sieben worden door koning Ernst August I van Hannover ontslagen, drie van hen tevens verbannen.
  - 1870 - Joseph H. Rainey uit South Carolina wordt het eerste zwarte lid van het Amerikaans Congres.
  - 1911 - Hoofdstad van India wordt New Delhi, dat was voordien Calcutta.
  - 1925 - Reza Pahlavi grijpt de macht in Iran als Sjah.[1]
  - 1963 - Kenia wordt onafhankelijk van het Verenigd Koninkrijk.
  - 1979 - De naam van Rhodesië wordt veranderd in Zimbabwe.[1]
  - 1990 - Nelson Mandela, de vicevoorzitter van het Afrikaans Nationaal Congres (ANC), wordt tijdens een bezoek aan een arbeiderspension in de zwarte woonwijk Thokoza bij Johannesburg verjaagd door een groep van naar schatting honderd Zulu's, van wie sommigen zelfgemaakte wapens dragen.
  - 1991 - Honderden zwaarbewapende militairen omsingelen in Birma het huis van Nobelprijswinnaar Aung San Suu Kyi.
  - 1996 - Oedai Hoessein raakt zwaar gewond bij een moordaanslag.
  - 2003 - Staatssecretaris Medy van der Laan (Cultuur) en de Surinaamse minister van Onderwijs Walther Sandriman tekenen te Brussel een associatieovereenkomst waardoor Suriname deel gaat uitmaken van de Nederlandse Taalunie.
  - 2003 - Paul Martin Jr. beëdigd als premier van Canada, tegelijk met de beëdiging van zijn kabinet.
  - 2003 - Het Inspraakorgaan Chinezen (IOC) wordt geïnstalleerd in Den Haag.
  - 2012 - Roemenië breidt het parlement uit naar 588 leden.
  - 2013 - Het Catalaanse parlement keurt het Akkoord over de volksraadpleging in Catalonië goed.
  - 2015 - Tweede Kamervoorzitter Anouchka van Miltenburg stapt op vanwege de nasleep van de Teevendeal
- Religie
  - 1531 - Verschijning in Tepeyac bij Mexico-Stad van Onze-Lieve-Vrouw van Guadalupe.
  - 1583 - Paus Gregorius XIII creëert negentien nieuwe kardinalen, onder wie vier toekomstige pausen: Giovanni Antonio Facchinetti, Giambattista Castagna, Alessandro Ottaviano de' Medici en Nicolò Sfondrati.
  - 1974 - Oprichting van de Rooms-katholieke Bisschoppelijke Hiërarchie in Soedan met twee aartsbisdommen en vijf bisdommen.
  - 1989 - Ontslag van de Nederlandse kardinaal Johannes Willebrands als president van de Pauselijke Raad ter bevordering van de Eenheid van de Christenen en benoeming van de Australiër Edward Idris Cassidy tot zijn opvolger.
  - 1998 - Benoeming van Everard de Jong tot hulpbisschop van Roermond in Nederland.
  - 2003 - Verenigingsbesluit van de Samen-op-Weg kerken (Gereformeerde en Hervormde kerken en de Evangelisch-Lutherse kerk in Nederland) om te komen tot de Protestantse Kerk in Nederland.
- Sport
  - 1960 - Oprichting van de Sloveense voetbalclub NK Maribor.
  - 1966 - Solozeiler Francis Chichester bereikt Sydney nadat hij 106 dagen eerder was vertrokken uit Plymouth.
  - 1999 - Twee dagen na zijn vorige wereldrecord op de 100 meter vlinderslag (52,03) verbetert Michael Klim in Canberra die mondiale toptijd opnieuw: 51,81. Het oude record (52,15) stond sinds 9 oktober 1997 ook al op naam van de Australische zwemmer.
  - 2003 - Milorad Čavić verbetert bij de EK kortebaan (25 meter) in Dublin het wereldrecord op de 100 meter vlinderslag tot 50,02.
  - 2004 - In de Pakistaanse stad Lahore verspeelt de Nederlandse hockeyploeg de Champions Trophy door in de finale met 4-2 van Spanje te verliezen.
  - 2016 - Markku Kanerva wordt benoemd tot bondscoach van het Fins voetbalelftal, nadat de Finse bond zich heeft ontdaan van de Zweedse hoofdcoach Hans Backe onder wiens leiding de ploeg geen enkele wedstrijd wist te winnen.
  - 2021 - Max Verstappen wint de Grand Prix van Abu Dhabi en wordt de eerste Nederlandse wereldkampioen in de Formule 1.
- Wetenschap en technologie
  - 1900 - US Steel wordt opgericht.[1]
  - 1901 - Eerste trans-Atlantische radio-uitzending, door Guglielmo Marconi.
  - 1967 - NASA lanceert het Pioneer 8 ruimtevaartuig dat onderzoek moet gaan doen naar de zon.[6]
  - 1998 - Ruimtewandeling van de astronauten Jerry Ross en James Newman voor verschillende werkzaamheden aan het in aanbouw zijnde ISS.[7]
  - 2019 - Rocket Lab opent lanceercomplex 2 gelegen op NASA's Wallops Flight Facility op Wallops Island (Virginia).[8]
  - 2022 - Lancering van een Lange Mars 4 raket vanaf lanceerbasis Taiyuan in China voor de Shiyan 20A & 20B missie waarover niets bekend is gemaakt.[9]
  - 2023 - Het Amerikaanse meteorologische instituut NOAA maakt bekend dat de zomer van 2023 in het Noordpoolgebied de warmste is geweest sinds het begin van de metingen. Het gehele jaar is het op vijf na warmste in de meetreeks die nu 34 jaren omvat.[10]

## Geboren

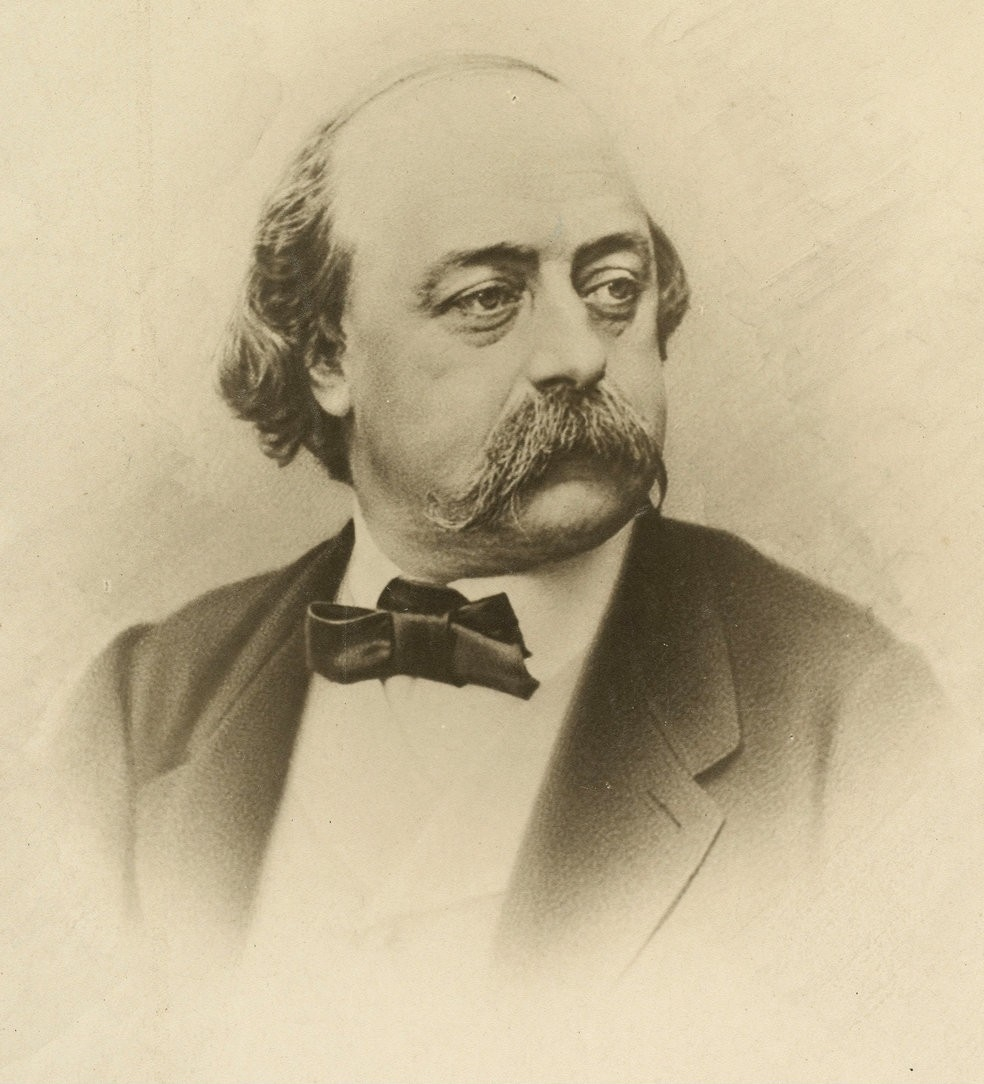
Gustave Flaubert,
geboren in 1821

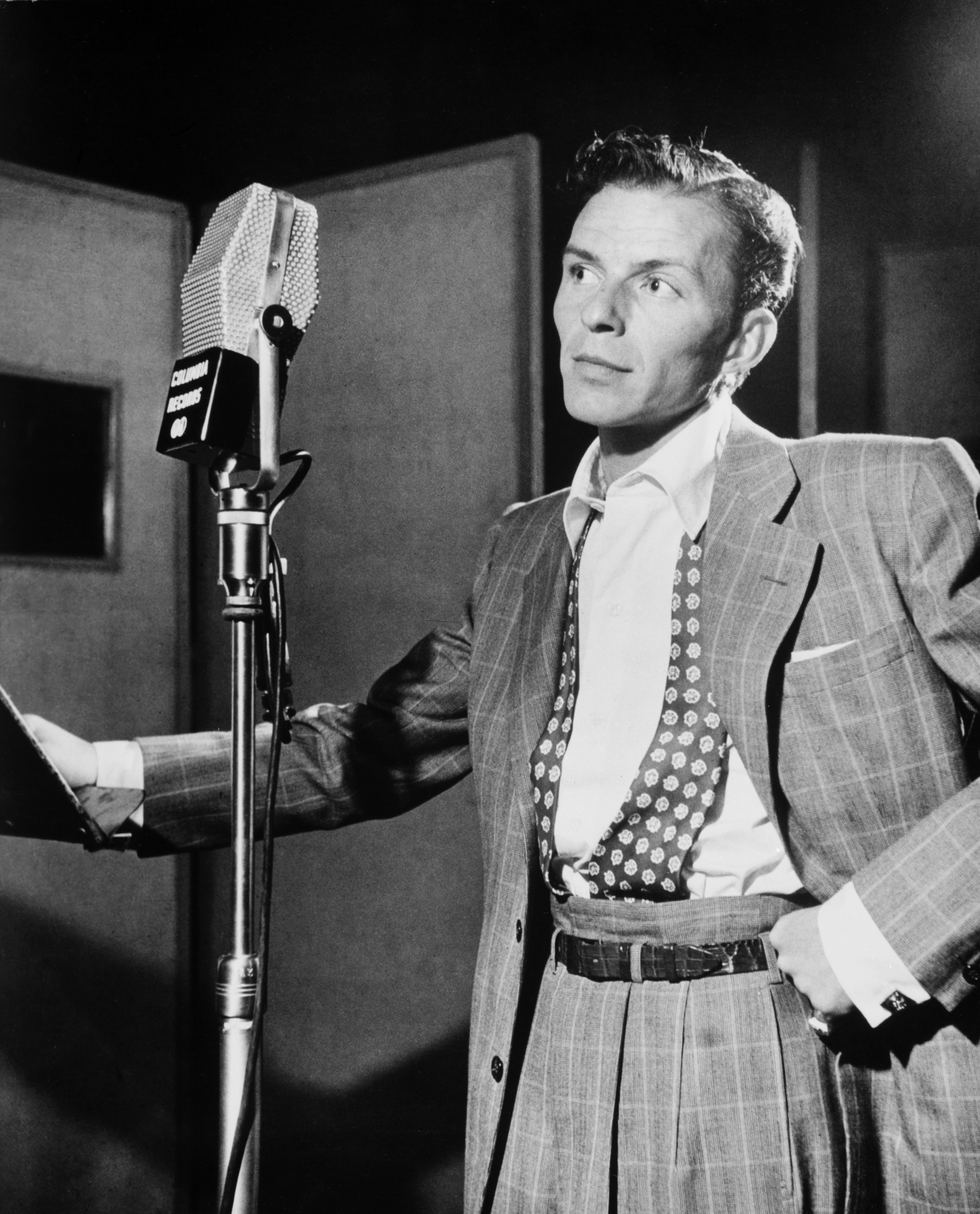
Frank Sinatra,
geboren in 1915

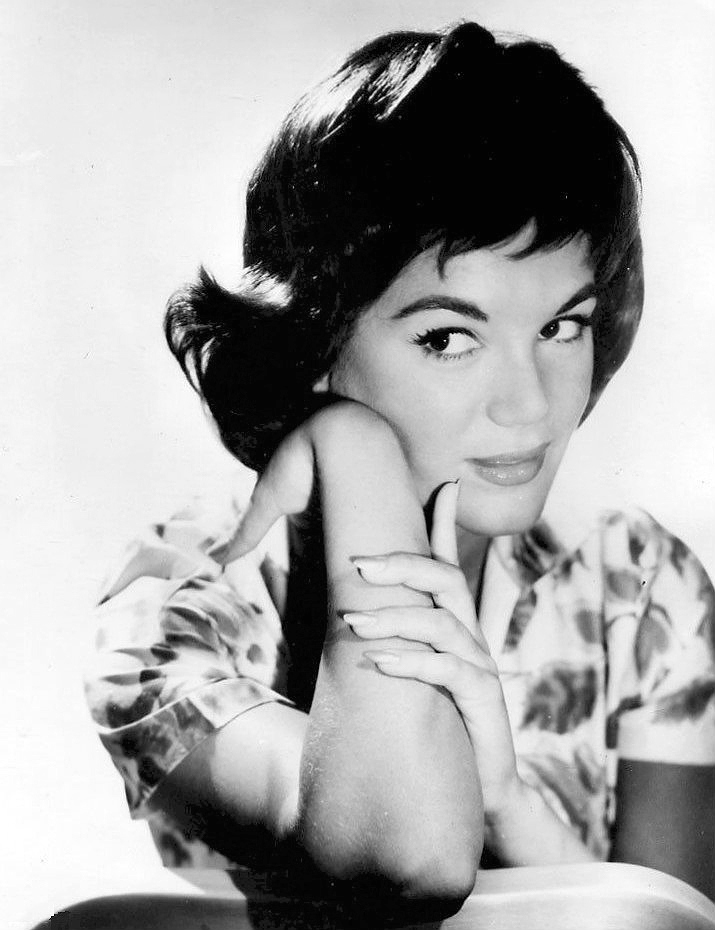
Connie Francis,
geboren in 1937

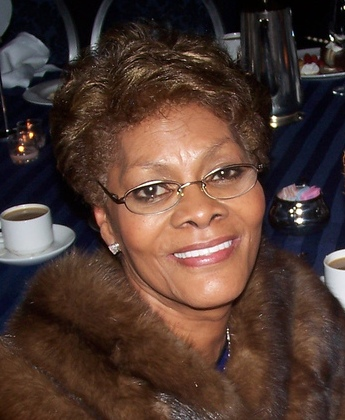
Dionne Warwick,
geboren in 1940

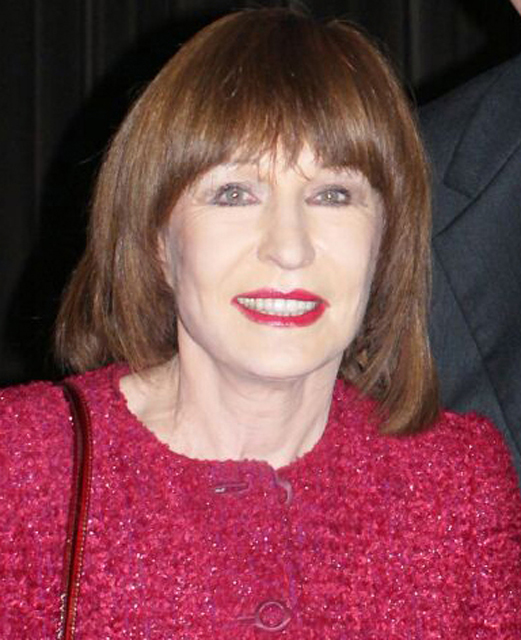
Liesbeth List,
geboren in 1941

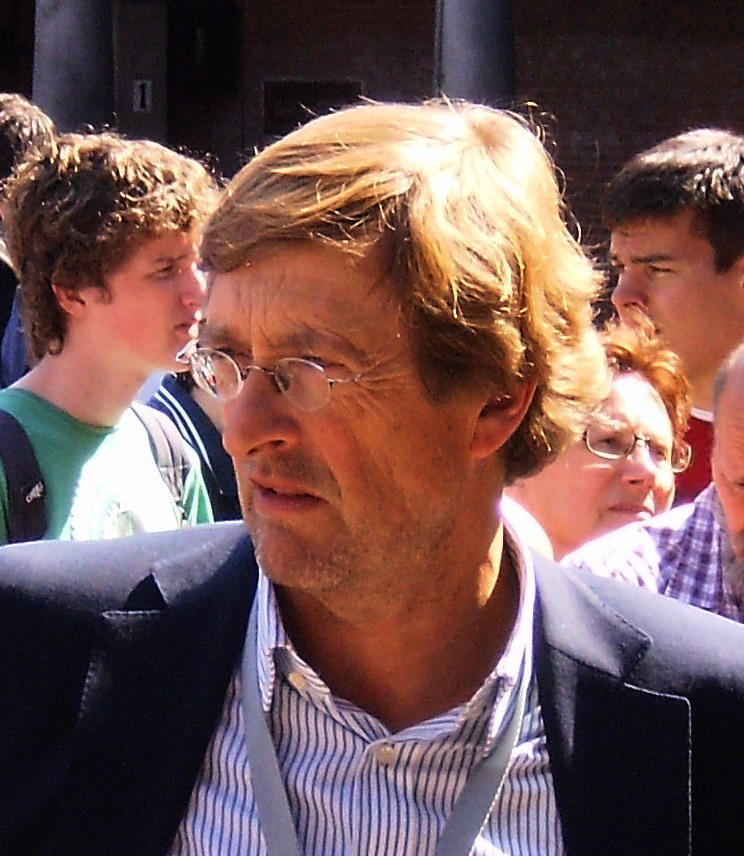
Ferry Mingelen,
geboren in 1947

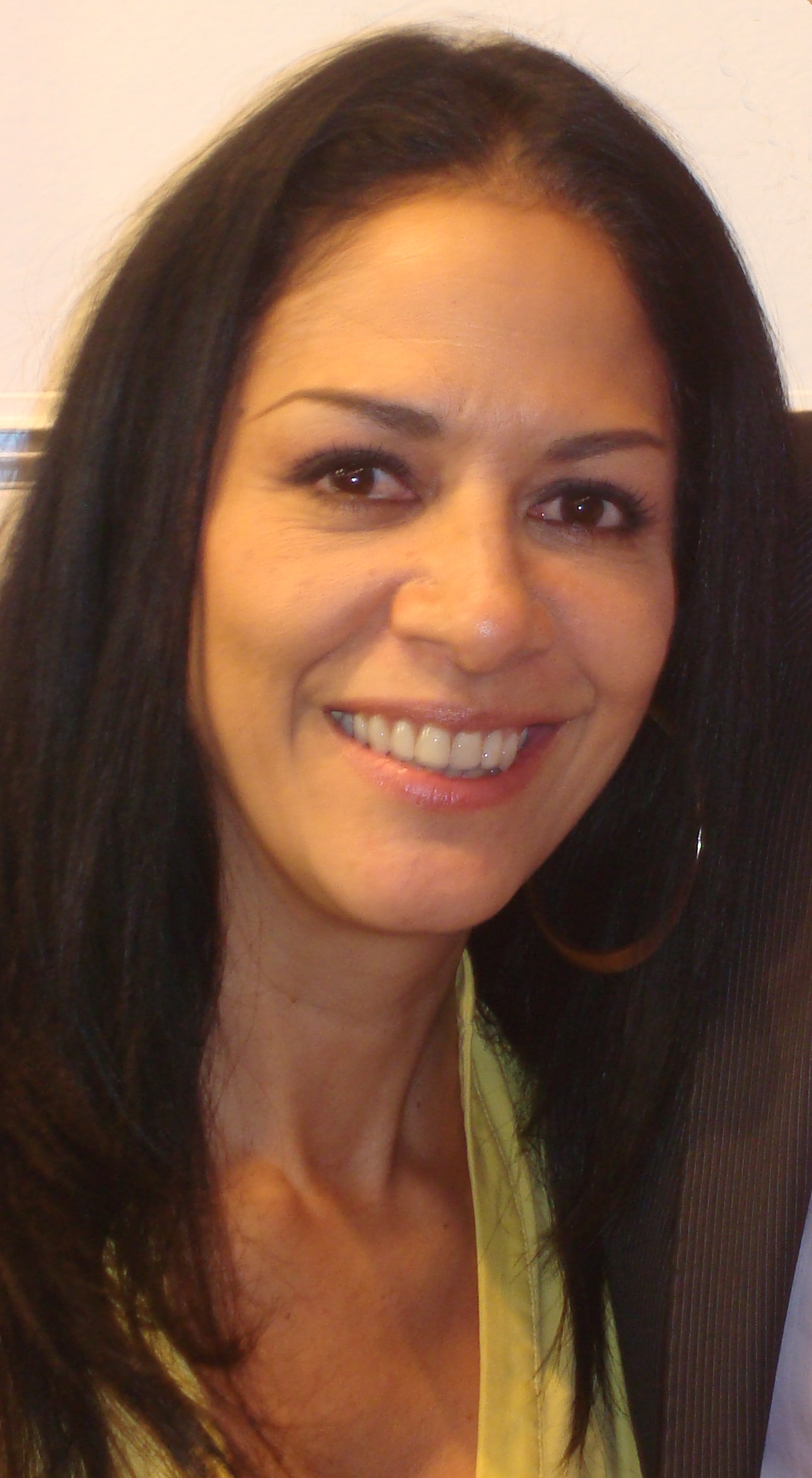
Sheila E.,
geboren in 1957

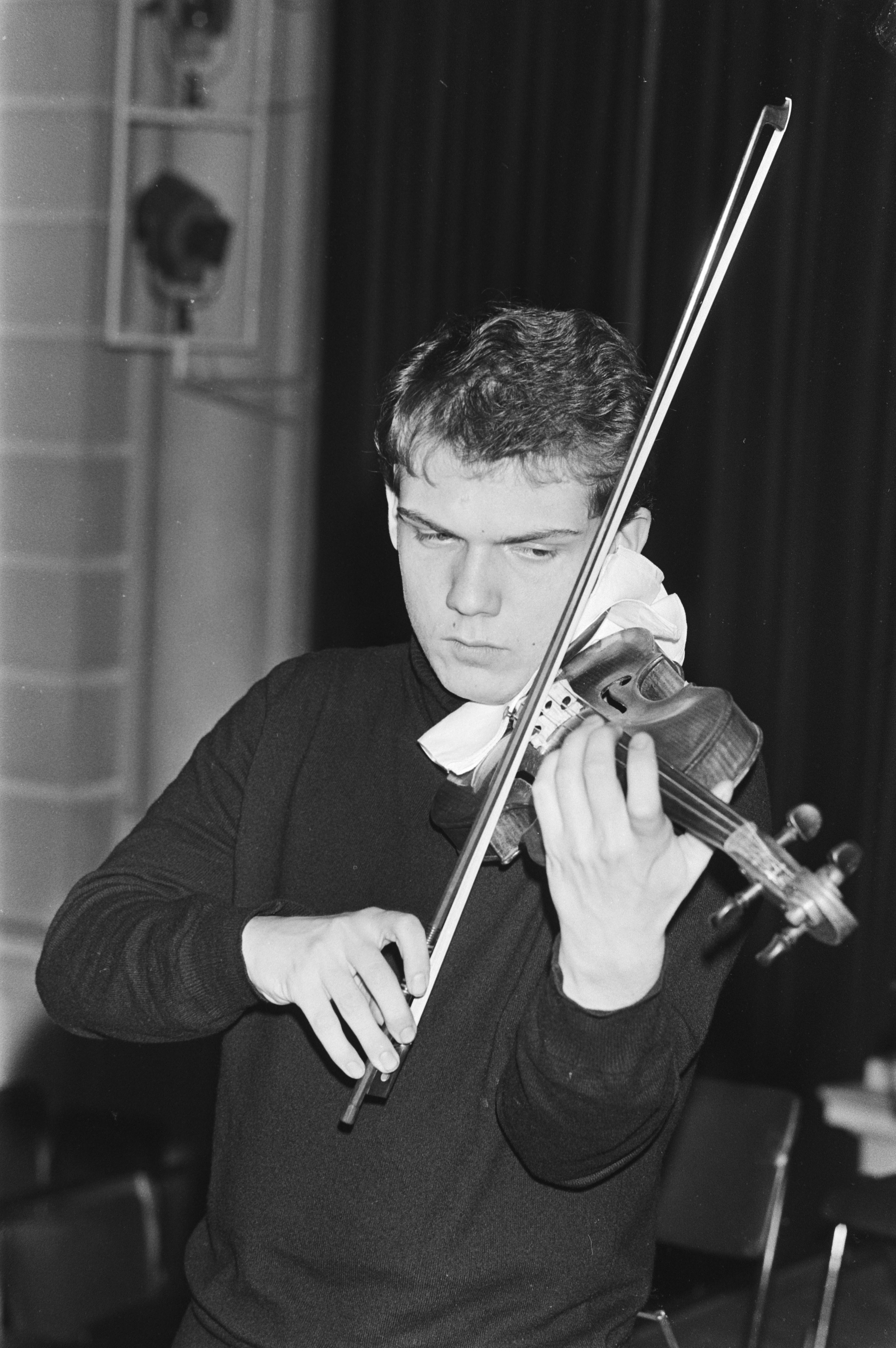
Jaap van Zweden,
geboren in 1960

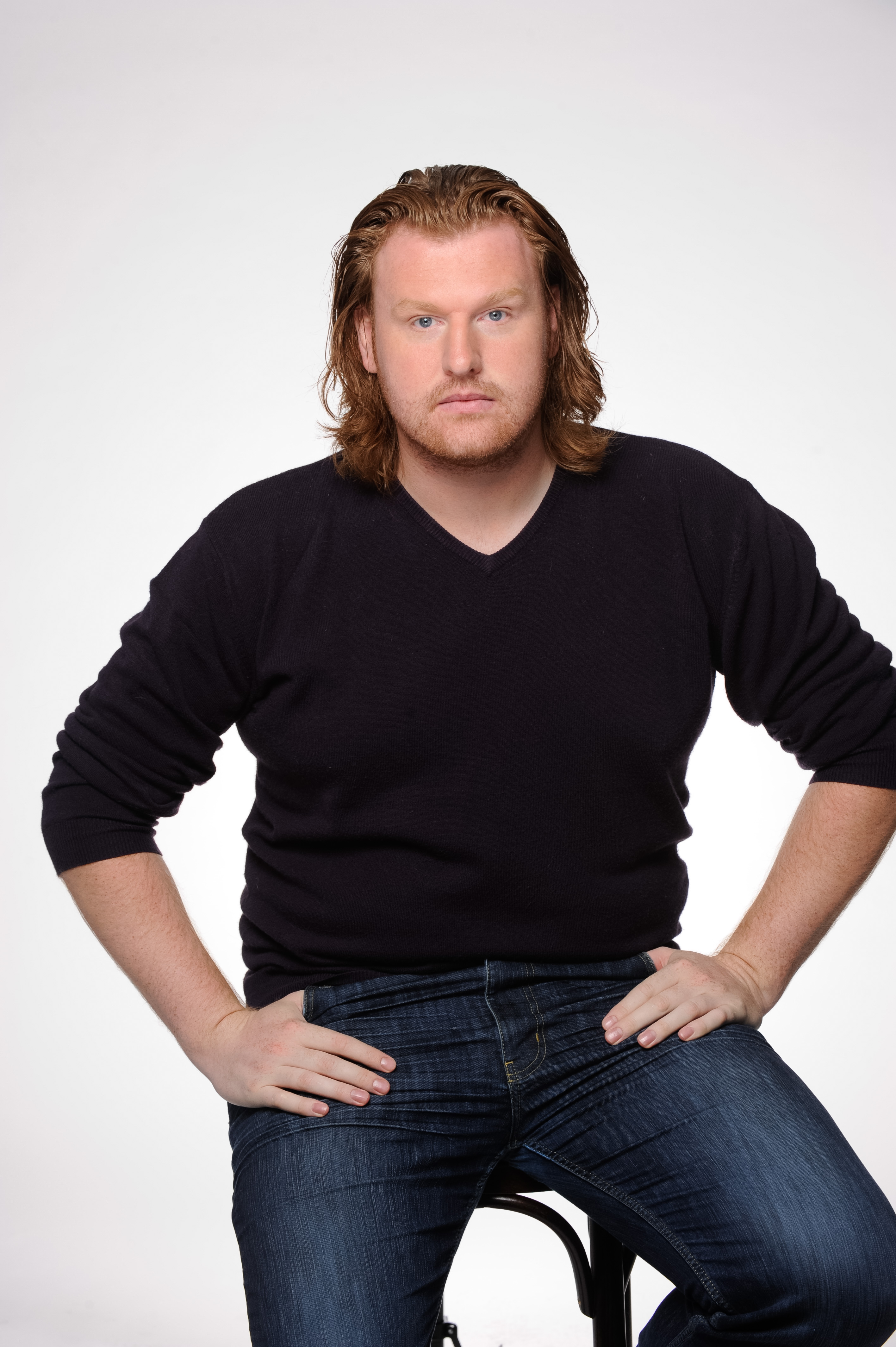
Milan van Weelden,
geboren in 1980

- 1541 - Johann Bauhin, Zweeds botanicus en mycoloog (overleden 1613)
- 1574 - Anna van Denemarken, koningin van Engeland (overleden 1619)
- 1712 - Karel van Lotharingen, landvoogd van de Zuidelijke Nederlanden (overleden 1780)
- 1745 - John Jay, Amerikaans politicus (overleden 1829)
- 1779 - Madeleine-Sophie Barat, Frans heilige (overleden 1865)
- 1805 - William Lloyd Garrison, Amerikaans journalist (overleden 1879)
- 1816 - Barthold Jacob Lintelo de Geer van Jutphaas, Nederlands schrijver en politicus (overleden 1903)
- 1821 - Gustave Flaubert, Frans schrijver (overleden 1880)
- 1851 - Nellie van Kol, Nederlands feministe, pedagoge en kinderboekenschrijfster (overleden 1930)[11]
- 1858 - Valeriano Hernandez, Filipijns schrijver (overleden 1922)
- 1858 - Emmanuel Villanis, Frans beeldhouwer (overleden 1914)
- 1862 - Bruce Ismay, Brits scheepsmagnaat (overleden 1937)
- 1863 - Edvard Munch, Noors schilder (overleden 1944)
- 1876 - Alvin Kraenzlein, Amerikaans atleet (overleden 1928)
- 1879 - Friedrich Christiansen, Duits generaal en Wehrmachtsbefehlshaber in den Niederlanden tijdens de Tweede Wereldoorlog (overleden 1972)
- 1882 - Leo Kierkels, Nederlands internuntius in India (overleden 1957)
- 1882 - Akiba Rubinstein, Pools schaakgrootmeester (overleden 1961)
- 1890 - Miguel Cuaderno sr., Filipijns minister en gouverneur van de Filipijnse centrale bank (overleden 1975)
- 1893 - Edward G. Robinson, Amerikaans acteur (overleden 1973)
- 1897 - Harry van Rappard, Nederlands atleet (overleden 1982)
- 1898 - George Kettmann jr., Nederlands schrijver en uitgever (overleden 1970)
- 1898 - André le Fèvre, Nederlands voetballer (overleden 1977)
- 1899 - Floyd Crosby, Amerikaans cinematograaf (overleden 1985)
- 1901 - Harald Kaarman, Estisch voetballer (overleden 1942)
- 1902 - Antonio José Martínez Palacios, Spaans componist (overleden 1936)
- 1903 - Yasujiro Ozu, Japans filmregisseur (overleden 1963)
- 1906 - Pamela Wedekind, Duits actrice en zangeres (overleden 1986)
- 1909 - Hans Keilson, Duits-Nederlands auteur (overleden 2011)
- 1909 - Karen Morley, Amerikaans actrice (overleden 2003)
- 1911 - Stanley Bate, Brits componist/pianist (overleden 1959)
- 1913 - Ferenc Csik, Hongaars zwemmer (overleden 1945)
- 1913 - Rex Easton, Amerikaans autocoureur (overleden 1974)
- 1915 - Sylvain Grysolle, Belgisch wielrenner (overleden 1985)
- 1915 - Frank Sinatra, Amerikaans zanger (overleden 1998)
- 1916 - Andy Furci, Amerikaans autocoureur (overleden 1998)
- 1916 - Anne Vermeer, Nederlands politicus (overleden 2018)
- 1918 - Nilda Pinto, Antilliaans schrijfster (overleden 1954)
- 1918 - Joe Williams, Amerikaans jazzzanger (overleden 1999)
- 1919 - José Villalonga, Spaans voetbalcoach (overleden 1973)
- 1919 - Leonard de Vries, Nederlands schrijver (overleden 2002)
- 1921 - Willem van Est, Nederlands wiskundige (overleden 2002)
- 1921 - Hans Robert Jauss, Duits literatuurwetenschapper (overleden 1997)
- 1921 - Roger Vekemans, Belgisch jezuïet (overleden 2007)
- 1922 - Christian Dotremont, Belgisch kunstschilder, schrijver en dichter (overleden 1979)
- 1923 - Bob Barker, Amerikaans presentator (overleden 2023)
- 1923 - Emahoy Tsegué-Maryam Guèbrou, Ethiopisch zuster, pianiste en componiste (overleden 2023)
- 1923 - Ken Kavanagh, Australisch motorcoureur (overleden 2019)
- 1923 - John Pulman, Brits snookerspeler (overleden 1998)
- 1924 - Ed Koch, Amerikaans burgemeester (overleden 2013)
- 1924 - Sjeng Kraft, Nederlands muzikant en tekstschrijver (overleden 1999)
- 1925 - Eugène Drenthe, Surinaams toneelschrijver, -regisseur en dichter (overleden 2009)
- 1926 - Martinus Haridat Lutchman, Surinaams dichter (overleden 2019)
- 1927 - Walter Gómez, Uruguayaans voetballer (overleden 2004)
- 1927 - Robert Noyce, Amerikaans ondernemer (overleden 1990)
- 1927 - Wim van der Velde, Nederlands filmregisseur (overleden 2020)
- 1928 - Helen Frankenthaler, Amerikaans kunstenaar (overleden 2011)
- 1929 - Freddy Danneel, Belgisch beeldhouwer en kunstschilder (overleden 2008)
- 1929 - John Osborne, Brits toneelschrijver (overleden 1994)
- 1930 - Sílvio Santos, Braziliaans zakenman, mediamagnaat en televisiepresentator (overleden 2024)
- 1930 - Cesar Virata, Filipijns politicus
- 1933 - Manu Dibango, Kameroens componist en muzikant (overleden 2020)
- 1934 - Rene Cayetano, Filipijns senator (overleden 2003)
- 1934 - Miguel de la Madrid, Mexicaans politicus en president (overleden 2012)
- 1936 - Iolanda Balaş, Roemeens atlete (overleden 2016)
- 1936 - Wally Dallenbach, Amerikaans autocoureur (overleden 2024)
- 1936 - Mary McGee, Amerikaans coureur en eerste vrouw in de Verenigde Staten die deelnaam aan wegrace- en motorcrosswedstrijden (overleden 2024)
- 1937 - Eugène Allonsius, Belgisch atleet
- 1937 - Connie Francis, Amerikaans zangeres (overleden 2025)
- 1937 - Roberto Benzi, Frans dirigent
- 1938 - Willy Steveniers, Belgisch basketbalspeler
- 1940 - Dionne Warwick, Amerikaans zangeres
- 1941 - Liesbeth List, Nederlands zangeres en actrice (overleden 2020)
- 1941 - Nikolaj Osjanin, Russisch voetballer (overleden 2022)
- 1942 - Fatma Girik, Turks actrice en politica (overleden 2022)
- 1943 - Ray Allen, Brits autocoureur
- 1943 - Dickey Betts, Amerikaans zanger en gitarist (overleden 2024)
- 1943 - Gianni Russo, Amerikaans acteur
- 1943 - Phyllis Somerville, Amerikaans actrice (overleden 2020)
- 1945 - Nell Truman, Amerikaans tennisspeelster (overleden 2012)
- 1945 - Tony Williams, Amerikaans jazzdrummer (overleden 1997)
- 1946 - Emerson Fittipaldi, Braziliaans autocoureur
- 1946 - Marlous Fluitsma, Nederlands actrice
- 1946 - Paula Wagner, Amerikaans filmproducent
- 1947 - Ferry Mingelen, Nederlands journalist
- 1947 - Cor Pigot, Surinaams politicus
- 1948 - Randy Smith, Amerikaans basketballer (overleden 2009)
- 1949 - Bill Nighy, Brits acteur
- 1949 - Marc Ravalomanana, president van Madagaskar
- 1950 - Rajinikanth, Indiaas acteur
- 1951 - Anatoli Aljabjev, Sovjet-Russisch biatleet (overleden 2022)
- 1951 - Stefaan De Clerck, Belgisch politicus
- 1952 - Franco Dragone, Belgisch regisseur en zakenman (overleden 2022)
- 1952 - Peter Haber, Zweeds acteur
- 1952 - Ovidio Mezza, Boliviaans voetballer en voetbalcoach
- 1952 - Manuel Rosales, Venezolaans politicus
- 1952 - Frank Schwalba-Hoth, Duits politicus
- 1952 - Maryo de los Reyes, Filipijns filmregisseur (overleden 2018)
- 1953 - Bruce Kulick, Amerikaans gitarist
- 1954 - Kader Abdolah, Iraans-Nederlands schrijver
- 1955 - Eddy Schepers, Belgisch wielrenner
- 1956 - Johan van der Velde, Nederlands wielrenner
- 1957 - Joan Donoghue, Amerikaans jurist, hoogleraar en rechter
- 1957 - Sheila E., Amerikaans percussionist en zangeres
- 1957 - Elvira Sweet, Nederlands politica
- 1957 - Susanna Tamaro, Italiaans schrijfster
- 1958 - Leo Kenter, Nederlands muzikant en schrijver
- 1958 - Sheree J. Wilson, Amerikaans actrice en model
- 1959 - Toon Hagen, Nederlands organist en componist
- 1960 - Martina Hellmann, Duits atlete
- 1960 - Petar Lesov, Bulgaars bokser
- 1960 - Carlo de Leeuw, Nederlands voetballer (overleden 2020)
- 1960 - Jaap van Zweden, Nederlands violist en dirigent
- 1961 - Andrej Perlov, Russisch snelwandelaar
- 1962 - Tracy Austin, Amerikaans tennisster
- 1962 - Arturo Barrios, Mexicaans atleet
- 1962 - Ezhar Cezairli, Turks-Duits tandarts en politica (overleden 2021)
- 1962 - Max Raabe, Duits zanger, componist en orkestleider
- 1962 - Beat Sutter, Zwitsers voetballer
- 1962 - Edwin Winkels, Nederlands journalist en publicist
- 1964 - Terry Brunk (Sabu), Amerikaans professioneel worstelaar
- 1964 - Mats Hallberg, Zweeds golfer
- 1965 - Simon Balyon, Nederlands kunstschilder
- 1965 - Pascal Garray, Belgisch striptekenaar en stripscenarist (overleden 2017)
- 1966 - Mohammed Chaouch, Marokkaans voetballer
- 1966 - Maurizio Gaudino, Duits voetballer
- 1966 - Ton Heerts, Nederlands politicus en vakbondsbestuurder
- 1966 - Patrick Van Kets, Belgisch voetballer en voetbalcoach (overleden 2022)
- 1966 - Lee Payne, Brits voetballer
- 1967 - Deane Pappas, Zuid-Afrikaans golfspeler
- 1967 - Pierre Wunsch, Belgisch econoom
- 1968 - Sašo Udovič, Sloveens voetballer
- 1968 - Anita Valen, Noors wielrenster
- 1969 - Joseph Victor Ejercito, Filipijns senator
- 1969 - Sophie Kinsella, Brits schrijfster
- 1969 - Fiona May, Brits/Italiaans atlete
- 1970 - Mädchen Amick, Amerikaans actrice
- 1970 - Jennifer Connelly, Amerikaans actrice
- 1970 - Regina Hall, Amerikaans actrice
- 1971 - Sammy Korir, Keniaans atleet
- 1971 - Simon Lessing, Brits triatleet
- 1971 - Gaby van Nimwegen, Nederlands televisiepresentatrice
- 1972 - Sandrine Hennart, Belgisch atlete
- 1972 - Wilson Kipketer, Keniaans-Deens atleet
- 1972 - Julika Marijn, Nederlands actrice en zangeres
- 1972 - Hank Williams III, Amerikaans zanger
- 1973 - Dagur Kári, IJslands regisseur
- 1973 - Josephat Kiprono, Keniaans atleet
- 1973 - Paz Lenchantin, Argentijns Amerikaans musicus
- 1973 - Josphat Machuka, Keniaans atleet
- 1973 - Teuvo Moilanen, Fins voetballer
- 1974 - Franklin Anangonó, Ecuadoraans voetballer (overleden 2022)
- 1974 - Bernard Lagat, Keniaans-Amerikaans atleet
- 1974 - Nolberto Solano, Peruviaans voetballer
- 1974 - Abraham Kiprotich Tandoi, Keniaans atleet
- 1975 - Mayim Bialik, Amerikaans actrice
- 1975 - Craig Moore, Australisch voetballer
- 1977 - Wim De Deyne, Belgisch shorttracker
- 1978 - Gbenga Akinnagbe, Amerikaans acteur, filmproducent en schrijver
- 1978 - Marc Basseng, Duits autocoureur
- 1979 - Santiago Porteiro, Spaans autocoureur
- 1979 - Sampsa Timoska, Fins voetballer
- 1980 - Dejene Birhanu, Ethiopisch atleet (overleden 2010)
- 1980 - Guy Blaise, Luxemburgs voetballer
- 1980 - Anthony Ferro, Belgisch atleet
- 1980 - John Moffitt, Amerikaans atleet
- 1980 - Arvid Smit, Nederlands voetballer
- 1980 - Milan van Weelden, Nederlands musicalacteur
- 1981 - Jeret Peterson, Amerikaans freestyleskiër
- 1982 - Heidi Løke, Noors handbalster
- 1982 - Dmitri Toersoenov, Russisch tennisser
- 1983 - Jelizaveta Gretsjisjnikova, Russische atlete
- 1983 - Roni Porokara, Fins voetballer
- 1984 - Daniel Agger, Deens voetballer
- 1984 - Therese Borssén, Zweeds alpineskiester
- 1984 - Gilles De Schryver, Belgisch acteur
- 1984 - Sophie Edington, Australisch zwemster
- 1984 - Steve Missillier, Frans alpineskiër
- 1984 - Jérémy Perbet, Frans voetballer
- 1985 - Guilherme Alvim Marinato, Braziliaans voetballer
- 1986 - Lucas Calabrese, Argentijns zeiler
- 1986 - Përparim Hetemaj, Kosovaars-Fins voetballer
- 1986 - Joyce Kokkinakis, Belgisch fotomodel en presentatrice[12]
- 1987 - Adam Larsen Kwarasey, Ghanees voetballer
- 1989 - François Heersbrandt, Belgisch zwemmer
- 1990 - Krista Lähteenmäki, Fins langlaufster
- 1990 - Sisay Lemma, Ethiopisch atleet
- 1990 - Victor Moses, Engels-Nigeriaans voetballer
- 1991 - Jaime Lorente, Spaans acteur
- 1992 - Douwe Bob, Nederlands zanger
- 1992 - Chen Ruolin, Chinees schoonspringster
- 1992 - Marco Djuricin, Oostenrijks voetballer
- 1994 - Nathaniel Chalobah, Engels voetballer
- 1995 - Kingsley Madu, Nigeriaans voetballer
- 1996 - Miguel Bernardeau, Spaans acteur
- 1996 - Oliver Askew, Amerikaans autocoureur
- 1996 - Mathéo Tuscher, Zwitsers-Frans autocoureur
- 1997 - Ceri Holland, Welsh voetbalster
- 1997 - Sam Ligtlee, Nederlands baanwielrenner
- 1997 - Robin Neumann, Nederlands zwemster
- 1998 - Bodi Brusselers, Nederlands voetballer
- 2000 - Fee Knaven, Nederlands wielrenster
- 2000 - Devyn Nekoda, Canadees actrice
- 2001 - Eirin Maria Kvandal, Noors schansspringster
- 2002 - Yssi SB, Nederlands rapper
- 2005 - Oliver Scarles, Engels voetballer
- 2008 - Alba Hurup Larsen, Deens autocoureur

## Overleden

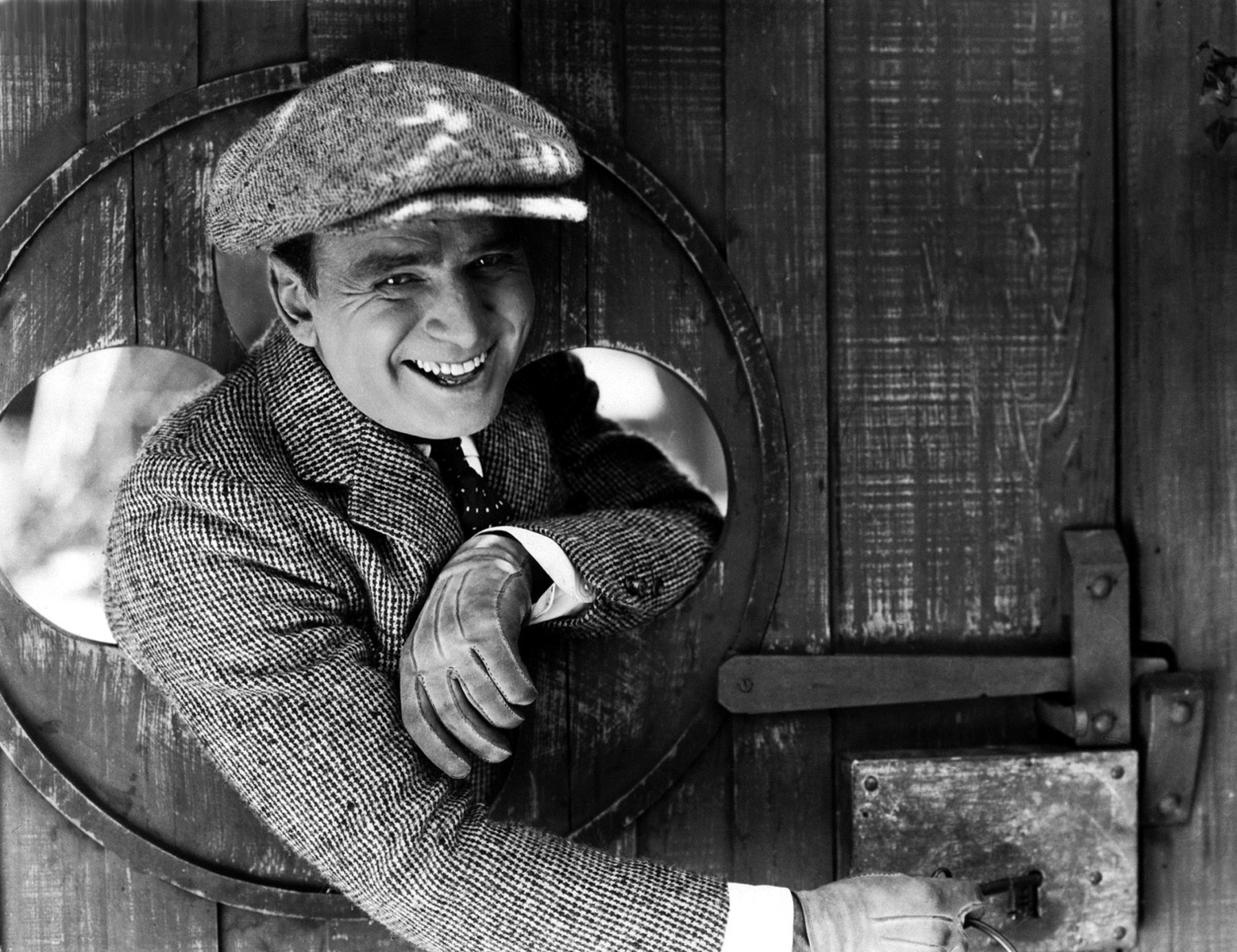
Douglas Fairbanks,
overleden in 1939

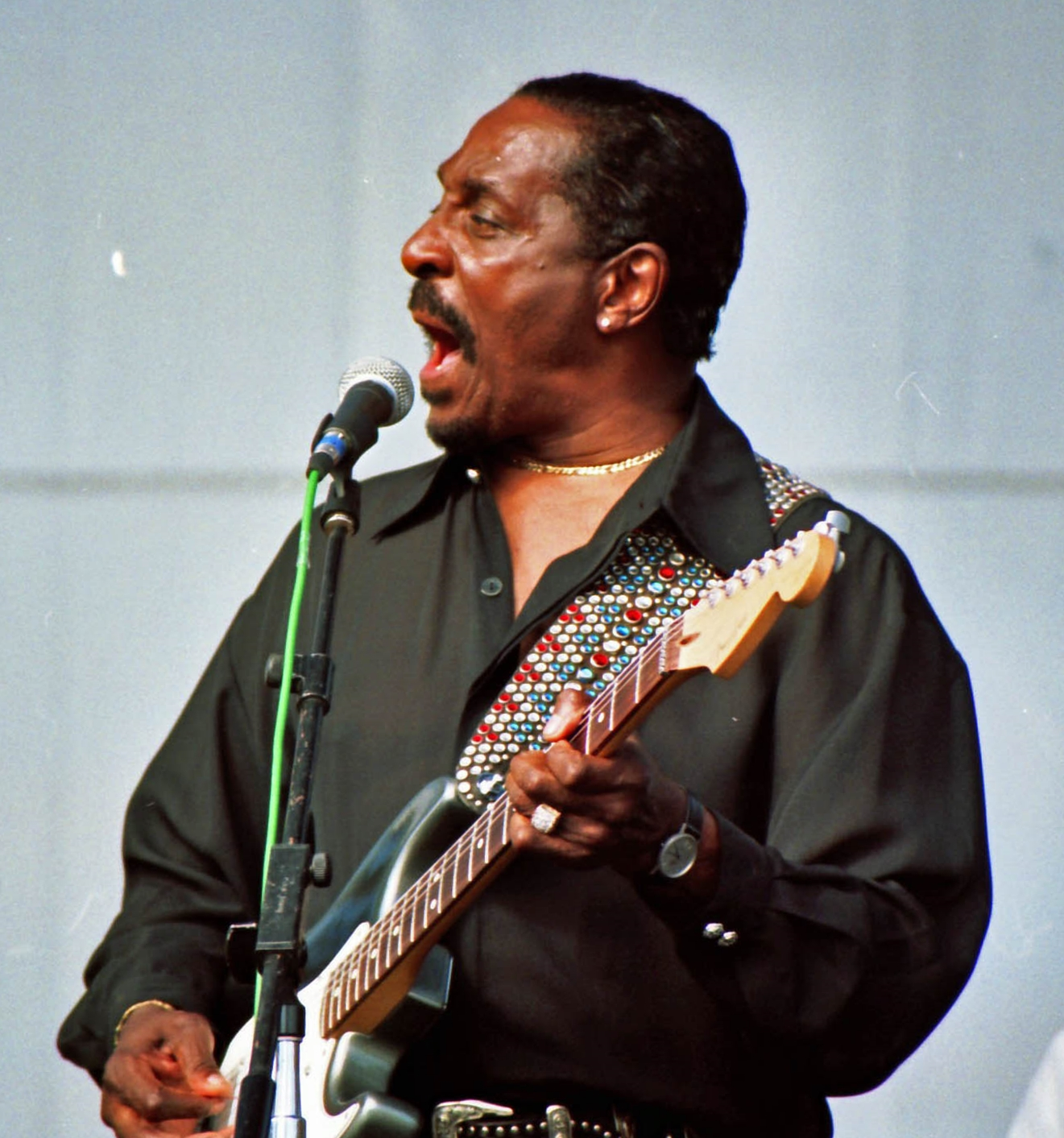
Ike Turner,
overleden in 2007

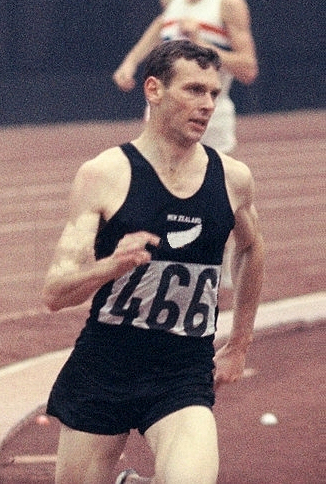
Peter Snell,
overleden in 2019

- 1706 - Christiaan Lodewijk van Waldeck-Wildungen (71), Duits graaf
- 1766 - Johann Christoph Gottsched (66), Duits schrijver
- 1843 - Willem I (71), Koning der Nederlanden
- 1849 - Marc Isambard Brunel (80), Frans-Brits ingenieur
- 1889 - Robert Browning, Engels schrijver
- 1894 - Sir John Thompson (49), Canadees politicus
- 1914 - Bernard Blommers (69), Nederlands schilder en etser
- 1917 - Andrew Still (89), Amerikaans arts
- 1933 - Theodore Moses Tobani (78), Duits-Amerikaans componist, dirigent en violist
- 1939 - Douglas Fairbanks (56), Amerikaans acteur
- 1941 - Cesar Basa (26), Filipijns gevechtspiloot
- 1944 - Regina Jonas (42), Duits rabbijn, eerste vrouwelijke rabbijn in de geschiedenis
- 1947 - Jan Gratama (70), Nederlands architect, schilder, tekenaar en redacteur, tevens wethouder van Amsterdam tijdens de Tweede Wereldoorlog
- 1958 - Milutin Milanković (79), Servisch wiskundige
- 1962 - David Bueno de Mesquita (73), Nederlands kunstenaar
- 1963 - Theodor Heuss (63), Duits politicus
- 1963 - Yasujiro Ozu (60), Japans filmregisseur
- 1970 - Louis Zimmer (82), Belgisch astronoom
- 1971 - David Sarnoff (80), Russisch-Amerikaans radio- en televisiepionier
- 1971 - Frank Wolff (43), Amerikaans acteur
- 1981 - Abdullah el-Erian (61), Egyptisch hoogleraar diplomaat en rechter
- 1982 - Stans Scheffer (67), Nederlands zwemmer
- 1991 - Eleanor Boardman (93), Amerikaans filmactrice
- 1991 - Lex Karsemeijer (79), Nederlands zanger en dirigent
- 1991 - Gustav Schäfer (85), Duits roeier
- 1993 - József Antall (61), Hongaars intellectueel en politicus
- 1999 - Joseph Heller (76), Amerikaans schrijver
- 2001 - Josef Bican (88), Oostenrijks-Tsjechisch voetballer en trainer
- 2002 - Brad Dexter (85), Amerikaans acteur
- 2003 - Eva Besnyö (93), Hongaars-Nederlands fotografe
- 2003 - Keiko (26), orka
- 2005 - Gebran Tueni (46), Libanees politicus en journalist
- 2006 - Ferdinand van Altena (70), Nederlands choreograaf
- 2006 - Peter Boyle (71), Amerikaans acteur
- 2006 - Cor van der Hart (78), Nederlands voetballer
- 2006 - Gerrit Kleinveld (91), Nederlands verzetsstrijder
- 2007 - François al-Hajj (54), Libanees generaal
- 2007 - Ike Turner (76), Amerikaans musicus
- 2008 - Avery Dulles (90), Amerikaans kardinaal en theoloog
- 2008 - Daniel Carleton Gajdusek (85), Amerikaans viroloog
- 2008 - Van Johnson (92), Amerikaans acteur
- 2008 - Tassos Papadopoulos (74), Cypriotisch politicus
- 2008 - Maksim Pasjajev (20), Oekraïens voetballer
- 2008 - Amalia Solórzano (96), eerste dame van Mexico
- 2008 - Paul Van Dessel (83), Belgisch televisiedirecteur
- 2009 - Val Avery (85), Amerikaans acteur
- 2010 - William Thompson (71), Noord-Iers politicus
- 2011 - Alberto de Mendoza (88), Argentijns acteur
- 2011 - Mălina Olinescu (37), Roemeens zangeres
- 2013 - Tom Laughlin (82), Amerikaans acteur, regisseur en scenarioschrijver
- 2013 - Jang Song-thaek (67), Noord-Koreaans politicus
- 2013 - Audrey Totter (95), Amerikaans actrice
- 2014 - Ivor Grattan-Guinness (73), Brits logicus en historicus van de wiskunde
- 2015 - Frans Geurtsen (73), Nederlands voetballer
- 2016 - Javier Echevarría (84), Spaans bisschop
- 2016 - Shirley Hazzard (85), Australisch-Amerikaans schrijfster
- 2016 - Ruud Reinders (80), Nederlands burgemeester
- 2017 - Ed Lee (65), Amerikaans politicus en burgemeester
- 2017 - Harry Sparnaay (73), Nederlands musicus
- 2018 - Chantal Gill'ard (48), Nederlands politica
- 2019 - Danny Aiello (86), Amerikaans acteur
- 2019 - Peter Snell (80), Nieuw-Zeelands atleet
- 2020 - John le Carré (89), Brits schrijver
- 2020 - Coert van Ee (66), Nederlands burgemeester
- 2020 - Robbie van Erven Dorens (83), Nederlands golfer en hockeyspeler
- 2020 - Charley Pride (86), Amerikaans zanger
- 2020 - Ann Reinking (71), Amerikaans actrice, danseres en choreografe
- 2020 - Jack Steinberger (99), Duits-Amerikaans natuurkundige en Nobelprijswinnaar
- 2021 - Daniel Nlandu Mayi (68), Congolees bisschop
- 2021 - Joeri Sjarov (82), Russisch schermer
- 2022 - Miroslaw Hermaszewski (81), Pools astronaut
- 2022 - Kurt Linder (89), Duits voetballer en voetbaltrainer
- 2023 - Hiroshi Hasegawa (89), Japans motorcoureur
- 2023 - Jim van der Woude (75), Nederlands acteur, danser, mimespeler, regisseur, ontwerper en komiek
- 2024 - Adolovni Acosta (77-78), Filipijns pianiste
- 2024 - Wolfgang Becker (70), Duits filmregisseur
- 2024 - Annelie Botes (67), Zuid-Afrikaans schrijfster
- 2024 - Jaap Ramaker (85), Nederlands ambassadeur
- 2024 - Tommy Robb (90), Brits motorcoureur
- 2024 - Martial Solal (97), Frans jazzmuzikant

## Viering/herdenking

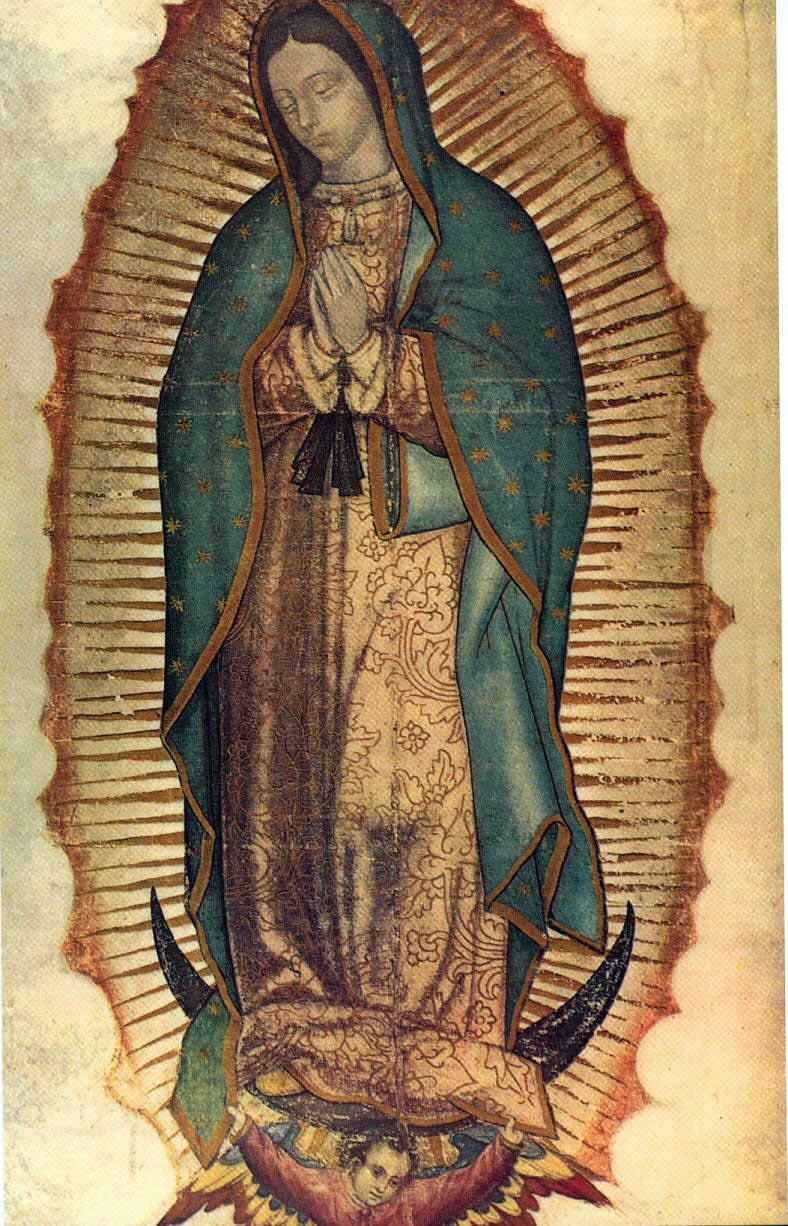
OLV van Guadalupe

Onafhankelijkheidsdag
Kenia

- Kenia: Onafhankelijkheidsdag (1963)
- Mexico: Dag van Onze-Lieve-Vrouw van Guadalupe
- Rusland: Dag van de Grondwet van de Russische Federatie (kortweg: grondwetdag)
- Texel: Ouwe Sunderklaas
- Rooms-Katholieke kalender:
  - Onze-Lieve-Vrouw van Guadalupe (1531) - Vrije Gedachtenis
  - Heiligen Martelaren van Alexandrië: Ammonaria, Mercuria en Dionysia († 250)
  - Heiligen Martelaren van Trier: Constantius, Cresecentius, Maxentius en Justinus († 287)
  - Heilige Agatha van Wimborne († 790)
  - Heilige Gregorius van Terracina († 570)
  - Heilige Corentin († c. 490)
  - Heilige Columba van Terryglass († 552)
  - Heilige Fin(n)ian(us) van Clonard († c. 549-552)
  - Heilige Abra (van Poitiers) († 360)
  - Heilige Calixtus II († 1124)
  - Zalige Diederik van Kremsmünster († 1085)
  - Zalige Koenraad van Offida († 1306)
  - Bisdom Breda: verjaardag wijding kathedraal (1837) - Feest (Breda)

## Weerextremen

### Nederland
| | Officiële records | Officiële records | Officiële records |      | Landelijke records | Landelijke records | Landelijke records                    |
| Gebeurtenis | Jaar              | Extreem           | Locatie           | Jaar | Extreem            | Locatie            |                                       |
| --- | ----------------- | ----------------- | ----------------- | ---- | ------------------ | ------------------ | ------------------------------------- |
| Laagste etmaalgemiddelde temperatuur (°C) | 1968              | −8,0              | De Bilt           |      | 1968               | −9,8               | Soesterberg                           |
| Hoogste etmaalgemiddelde temperatuur (°C) | 2000              | 13,1              | De Bilt           |      | 2000               | 13,3               | Westdorpe                             |
| Laagste minimumtemperatuur (°C) | 1902              | −11,4             | De Bilt           |      | 1968               | −13,7              | Soesterberg                           |
| Hoogste minimumtemperatuur (°C) | 2000              | 12,2              | De Bilt           |      | 2000               | 12,3               | Woensdrecht                           |
| Laagste maximumtemperatuur (°C) | 1924              | −3,4              | De Bilt           |      | 1968               | −6,7               | Gilze-Rijen                           |
| Hoogste maximumtemperatuur (°C) | 2000              | 13,9              | De Bilt           |      | 1998               | 14,5               | Westdorpe                             |
| Hoogste uurgemiddelde windsnelheid (m/s) | 1929              | 17,0              | De Bilt           |      | 2014               | 23,0               | IJmuiden                              |
| Hoogste windstoot (m/s) | 1990              | 20,6              | De Bilt           |      | 1990               | 30,4               | De Kooy                               |
| Langste zonneschijnduur (uur) | 2022              | 6,8               | De Bilt           |      | 2013 2022          | 7,0                | Eindhoven, Maastricht Ell, Maastricht |
| Langste neerslagduur (uur) | 1966              | 15,7              | De Bilt           |      | 2021               | 18,0               | Hoogeveen                             |
| Hoogste etmaalsom van de neerslag (mm) | 1966              | 23,6              | De Bilt           |      | 1999               | 29,5               | Westdorpe                             |
| Laagste etmaalgemiddelde relatieve vochtigheid (%) | 1929              | 66                | De Bilt           |      | 1938               | 53                 | Maastricht                            |
| Laagste uurwaarde luchtdruk op zeeniveau (hPa) | 1966              | 973,2             | De Bilt           |      | 1966               | 972,5              | Deelen                                |
| Hoogste uurwaarde luchtdruk op zeeniveau (hPa) | 1905              | 1045,1            | De Bilt           |      | 1905               | 1045,1             | De Bilt                               |
| Officiële records worden altijd gemeten op het KNMI-weerstation in De Bilt. Landelijke records kunnen worden gemeten op elk officieel KNMI-weerstation in Nederland. |                   |                   |                   |      |                    |                    |                                       |

Uitzonderlijke gebeurtenissen
- 1983 - Officieel laagste minimumtemperatuur in °C van december dit jaar gemeten in De Bilt: −6,0
- 1995 - Officieel hoogste minimumtemperatuur in °C van december dit jaar gemeten in De Bilt: 1,3
- 2000 - Officieel hoogste minimumtemperatuur in °C van december dit jaar gemeten in De Bilt: 12,2
- 2015 - Officieel laagste minimumtemperatuur in °C van december dit jaar gemeten in De Bilt: 3,3

### België
Dagrecords
- 1844 - Laagste etmaalgemiddelde temperatuur −9 °C
- 2000 - Hoogste etmaalgemiddelde temperatuur 12,8 °C
- 1844 - Laagste minimumtemperatuur −12,9 °C
- 2000 - Hoogste maximumtemperatuur 13,5 °C
- 1918 - Hoogste etmaalsom van de neerslag 21,6 mm

<< · 1 · 2 · 3 · 4 · 5 · 6 · 7 · 8 · 9 · 10 · 11 · 12 · 13 · 14 · 15 · 16 · 17 · 18 · 19 · 20 · 21 · 22 · 23 · 24 · 25 · 26 · 27 · 28 · 29 · 30 · 31 · >>